# Harpalus indigens
Harpalus indigens är en skalbaggsart som beskrevs av Thomas Casey. Harpalus indigens ingår i släktet Harpalus och familjen jordlöpare. Inga underarter finns listade i Catalogue of Life.